# Cynanchum sigridiae
Cynanchum sigridiae là một loài thực vật có hoa trong họ La bố ma. Loài này được Meve & M.Teissier mô tả khoa học đầu tiên năm 1996.